# Ластівка (село)
Ла́стівка — село Дрогобицького району Львівської області, на березі річки Стрий у Карпатах. Налічує 450 дворів. Входить до Східницької селищної громади.

## Географія
Розташоване за 16 км від залізничної станції Явора, за 24 км від райцентру Турка.

## Історія
Перша згадка про село датується XIV сторіччям.
У Радянсько-німецькій війні брали участь 42 селяни, з них 24 загинули.
У серпні 1944 р загін УПА біля села напав на німецький загін захопив близько тридцяти обозів з боєприпасами.
3 червня 1949 року стрільці з КВ під командою командира Х-а, йдучи рейдом, вийшли на засідку радянської армії на верхах гір між селами Ластівка — Ясениця — Кіндратів. Ворог, силою близько 100 людей, лежав на голих хребтах гір, розташувавшись у формі фронтальної лінії, наче загороджував усі переходи між масивом Майданських і Недільнянсько-Смільнянських лісів, та мав при собі коней. Група УПА складалася з 11 людей. Ворог підпустив її під голий верх, а відтак закидав гранатами, яких впало 11. Завдяки тому, що група залягла, гранати не зробили жодних втрат. Після вибухів ворожих гранат група відступила. Ворожі втрати — один убитий.
Унаслідок примусової колективізації з боку СРСР у селі створено відділення яворського радгоспу «Комсомолець».

## Населення
У селі поширені такі прізвища: Свищ, Юськів

## Герб села
Герб Ластівки: у срібному полі над трьома синіми горами летить чорна ластівка з золотим дзьобом і срібним животиком, на синьому полі три срібні ялинки, середня вища від двох інших.
Ластівка уособлює назву села, а ялинки підкреслюють місцеву рослинність. Три ялинки також означають три села, підпорядковані сільраді. Герб, згідно з правилами сучасного українського місцевого герботворення, вписано у декоративний картуш, увінчаний золотою сільською короною, що свідчить про статус поселення.

## Культові споруди
У селі є три храми:
- Церква Святого Лазаря — належить УПЦ Київського патріархату
- Церква Покрови Пресвятої Богородиці — належить греко-католицької церкві

Церкву Покрови Пресвятої Богородиці зведено в 2001 році за проектом турківських архітекторів Михайла Лофія та Івана Бесєдіна, її спорудили майстри Валерій Пахомов, Євген Мотиш та Валерій Римарук.
Розташована в центрі села на рівній ділянці біля дороги. Мурована з цегли з дерев'яними верхами, хрещата в плані, прямокутними вівтарем, бабинцем та навою з укороченими бічними раменами. до вівтаря, по боках, прилягають прямокутні ризниці, а до бабинця від заходу — присілок. Наву на низькому дерев'яному світловому восьмерику вінчає велика приплюснута баня. Дві менші бані на невеликих восьмериках завершують двосхилі дахи бабинця і вівтаря. Бічні рамена вкриті двосхилими дахами.

## Господарство
У селі займаються розведенням рогатої худоби, вирощуванням льону. Функціонувала швейна та взуттєва майстерні.

## Соціальна сфера
Дев'ятирічна школа, народний дім на 200 осіб, бібліотека (8400 книг), ФАП, дві крамниці й поштове відділення.

## Відомі мешканці
Ярослав Приріз - єпископ Самбірсько-Дрогобицької єпархії Української греко-католицької церкви з 24 грудня 2011 року.
Нагірнич Дмитро Васильович — директор Ластівської НВК з 2004 року.